# Lista planetelor minore care intersectează orbita Pământului

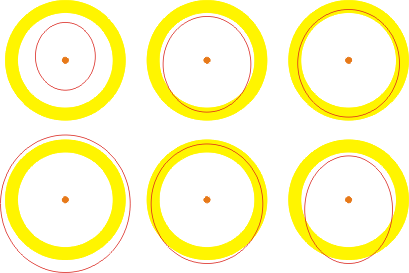
Diagrama ne arată traiectoriile diferitor asteroizi. Cu galben este marcată orbita Pământului; linia roșie marchează traseul asteroidului.
Grazer extern(†): sunt în mijloc și jos
Care intersectează orbita: sunt la dreapta și jos

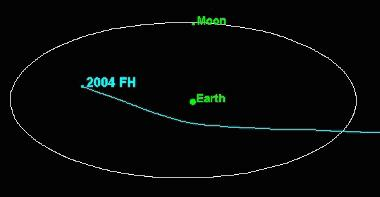
Traiectoria asteroidului în sistemul Pământ-Lună

Zborul în apropierea Pământului a asteroidului în martie 2004. Celălalt obiect care se aprinde este un satelit artificial. Imaginile au fost făcute de și compuse de de la Observatorul din Geneva

Un asteroid care intersectează orbita Pământului este un asteroid din apropierea Pământului a cărui orbită o intersectează pe cea a Pământului așa cum este observat de la polul ecliptic al orbitei Pământului. Numărul cunoscut al acestor obiecte care intersectează orbita Pământului este prezentat în lista de mai jos. Obiectele care intersectează orbita Pământului ale căror semiaxe majore sunt mai mici decât cea a Pământului (1 UA) sunt asteroizi Aten; restul se numesc asteroizi Apollo. Vezi și asteroizii Amor
Dacă un asteroid intersectează orbita Pământului asta nu înseamnă neapărat că el este periculos. Un asteroid care se poate ciocni cu Pământul nu trebuie neapărat să intersecteze orbita Pământului. Această contradicție aparentă apare deoarece mulți asteroizi au orbite foarte înclinate, de aceea ei se pot apropia mai mult de Soare decât Pământul neintersectând orbita lui. Un asteroid destul de mare, care ciocnindu-se cu Pământul în poate aduce daune considerabile, pentru care este posibilă o coliziune este clasificat ca Asteroid cu potențial de risc (APR). Aceștia sunt asteroizii care intersectează orbita Pământului la o distanță destul de mică (MOID) care este mai mică de 0,05 UA și a cărui magnitudine absolută este de 22 de ori mai mică. Concepul ARP a apărut cu scopul de a înlocui definiția abandonată AAP (Asteroid din apropierea Pământului) sau ECA de care s-au dezis în anii trecuți. Înainte în sistemul AAP trebuiau să fie făcute calcule asupra parametrilor orbitali ai asteroizilor pentru mii de ani înainte, luându-se în considerare toate influențele gravitaționale posibile asupra cărora putea fi expus asteroidul, pentru a putea determina posibilitatea coloziunii lui cu planeta Pământ, dar un astfel de sistem a fost recunoscut ca nefolositoare și s-a renunțat la ea.
Având un MOID mic nu este o garanție că va avea loc coliziunea. Pe de altă parte, perturbațiile gravitaționale mici care au o influență asupra asteroidului când el trece pe lângă un obiect mare și coliziunile cu alți asteroizi pot să-i schimbe orbita semnificativ. De exemplu planeta minoră 99942 Apophis în anul 2029 se va apropia de Pământ la o distanță, după unele calcule, care este caracteristică orbitelor sateliților geostaționari. Cu toate acestea, sub influența gravitației planetei noastre el își va schimba traiectoria, lucru inevitabil, din această cauză este posibil să se apropie mai mult de Pământ în anul 2036. Nu este posibil în 2012 să fie precizată cât mai precis traiectoria acestui asteroid după anul 2029, deoarece influența unui corp mare ca Pământul poate schimba foarte mult orbita asteroidului.
Dintre asteroizii care intersectează orbita Pământului, 3753 Cruithne este notabil pentru că orbita sa are aceeași perioadă ca cea a Pământului.

## Lista
Notă: Asteroizii care intră în orbita Pământului de la exterior (Grazer extern) sunt marcați cu †.
- 1566 Icarus
- 1620 Geographos
- 1685 Toro
- 1862 Apollo
- 1863 Antinous
- 1864 Daedalus
- 1865 Cerberus
- 1866 Sisyphus
- 1981 Midas
- 2062 Aten
- 2063 Bacchus
- 2100 Ra-Shalom
- 2101 Adonis
- 2102 Tantalus
- 2135 Aristaeus
- 2201 Oljato
- 2212 Hephaistos
- 2329 Orthos
- 2340 Hathor
- 3103 Eger
- 3200 Phaethon
- 3360 Syrinx
- 3361 Orpheus
- 3362 Khufu
- 3554 Amun
- 3671 Dionysus †
- 3752 Camillo †
- 3753 Cruithne
- 3838 Epona
- 4015 Wilson-Harrington †
- (4034) 1986 PA
- 4179 Toutatis
- 4183 Cuno
- (4197) 1982 TA
- 4257 Ubasti
- 4341 Poseidon
- 4450 Pan
- 4486 Mithra
- 4544 Xanthus
- 4581 Asclepius
- 4660 Nereus
- 4769 Castalia
- (4953) 1990 MU
- 5011 Ptah
- (5131) 1990 BG
- 5143 Heracles
- (5189) 1990 UQ
- 5381 Sekhmet
- (5496) 1973 NA⁠(d)
- (5590) 1990 VA
- (5604) 1992 FE⁠(d)
- (5645) 1990 SP⁠(d)
- (5660) 1974 MA
- (5693) 1993 EA
- 5731 Zeus
- 5786 Talos
- (5828) 1991 AM
- (6037) 1988 EG⁠(d)
- (6047) 1991 TB1
- (6053) 1993 BW3 †
- 6063 Jason
- 6239 Minos
- (6455) 1992 HE
- 6489 Golevka †
- (6611) 1993 VW
- (7025) 1993 QA⁠(d) †
- 7092 Cadmus
- (7335) 1989 JA⁠(d)
- (7341) 1991 VK⁠(d)
- (7350) 1993 VA
- (7482) 1994 PC1⁠(d)
- (7753) 1988 XB
- (7822) 1991 CS
- (7888) 1993 UC⁠(d)
- (7889) 1994 LX
- (8014) 1990 MF⁠(d)
- (8035) 1992 TB⁠(d)
- (8176) 1991 WA
- (8201) 1994 AH2⁠(d)
- (8507) 1991 CB1
- (8566) 1996 EN
- (9058) 1992 JB †
- 9162 Kwiila
- (9202) 1993 PB
- (9856) 1991 EE
- (10115) 1992 SK⁠(d)
- (10145) 1994 CK1
- (10165) 1995 BL2
- 10563 Izhdubar
- (10636) 1998 QK56
- 11066 Sigurd
- 11311 Peleus †
- (11405) 1999 CV3
- 11500 Tomaiyowit
- (11885) 1990 SS
- (12538) 1998 OH⁠(d)
- 12711 Tukmit
- 12923 Zephyr †
- (13651) 1997 BR
- 14827 Hypnos
- (16816) 1997 UF9
- (16834) 1997 WU22
- (16960) 1998 QS52⁠(d)
- (17181) 1999 UM3
- (17182) 1999 VU
- (17188) 1999 WC2
- (17511) 1992 QN
- (20236) 1998 BZ7
- (20425) 1998 VD35
- (20429) 1998 YN1
- (20826) 2000 UV13
- (22099) 2000 EX106
- (22753) 1998 WT
- (22771) 1999 CU3
- (23187) 2000 PN9
- (24443) 2000 OG
- (24445) 2000 PM8 †
- 24761 Ahau
- 25143 Itokawa
- (25330) 1999 KV4
- (26379) 1999 HZ1
- (26663) 2000 XK47
- (27002) 1998 DV9 †
- (29075) 1950 DA⁠(d)
- (30825) 1990 TG1
- (30997) 1995 UO5
- (31662) 1999 HP11
- (31669) 1999 JT6⁠(d)
- (33342) 1998 WT24⁠(d)
- (35107) 1991 VH
- (35396) 1997 XF11
- (35670) 1998 SU27
- (36236) 1999 VV
- (36284) 2000 DM8
- (37638) 1993 VB
- 37655 Illapa
- 38086 Beowulf
- (38239) 1999 OR3
- (40267) 1999 GJ4
- (41429) 2000 GE2
- (42286) 2001 TN41
- (52340) 1992 SY †
- (52750) 1998 KK17
- (52760) 1998 ML14⁠(d)
- (52762) 1998 MT24
- (53319) 1999 JM8⁠(d)
- (53409) 1999 LU7
- (53426) 1999 SL5
- (53429) 1999 TF5
- (53550) 2000 BF19
- (53789) 2000 ED104 †
- 54509 YORP
- (55408) 2001 TC2
- (55532) 2001 WG2
- (65679) 1989 UQ
- (65690) 1991 DG
- (65717) 1993 BX3 †
- (65733) 1993 PC
- 65803 Didymos †
- (65909) 1998 FH12
- (66008) 1998 QH2
- (66063) 1998 RO1⁠(d)
- (66146) 1998 TU3
- (66253) 1999 GT3
- (66391) 1999 KW4
- (66400) 1999 LT7
- (67381) 2000 OL8
- (67399) 2000 PJ6
- (68216) 2001 CV26
- (68267) 2001 EA16
- (68346) 2001 KZ66
- (68347) 2001 KB67
- (68348) 2001 LO7
- (68372) 2001 PM9
- (68548) 2001 XR31
- (68950) 2002 QF15⁠(d)
- 69230 Hermes
- (85182) 1991 AQ⁠(d)
- (85236) 1993 KH
- 85585 Mjolnir
- (85640) 1998 OX4⁠(d)
- (85713) 1998 SS49⁠(d)
- (85770) 1998 UP1⁠(d)
- (85774) 1998 UT18
- (85818) 1998 XM4
- (85938) 1999 DJ4
- (85953) 1999 FK21
- (85989) 1999 JD6⁠(d)
- (85990) 1999 JV6
- (86039) 1999 NC43⁠(d)
- (86450) 2000 CK33
- (86666) 2000 FL10
- (86667) 2000 FO10
- (86819) 2000 GK137 †
- (86829) 2000 GR146
- (86878) 2000 HD24
- (87024) 2000 JS66
- (87025) 2000 JT66
- (87309) 2000 QP
- (87311) 2000 QJ1
- (87684) 2000 SY2
- (88213) 2001 AF2
- (88254) 2001 FM129
- (88710) 2001 SL9⁠(d)
- (88959) 2001 TZ44
- (89136) 2001 US16 †
- (89958) 2002 LY45⁠(d)
- (89959) 2002 NT7
- (90075) 2002 VU94⁠(d)
- (90147) 2002 YK14 †
- (90367) 2003 LC5
- (90403) 2003 YE45
- (90416) 2003 YK118
- 99942 Apophis
- (136617) 1994 CC⁠(d)
- 2009 FD